# Hiperpigmentacija
Hiperpigmentacijaje poremećaj boje kože kojeg karakteriziraju tamna područja na koži uzrokovana porastom količine melanina, tamnog pigmenta kože. U najvećem broju slučajeva pojavljuju se na licu, rukama i drugim vidljivim dijelovima tijela koji su izloženi suncu. Kako je sunce svake godine sve snažnije sve više ljudi bori se s ovim poremećajem kojeg je često teško sakriti.

## Zašto nastaje hiperpigmentacija?
Glavni razlog nastajanja hiperpigmentacijskih mrlja je porast proizvodnje melanina (pigmenta koji našoj koži, kosi i očima daje njihovu prirodnu boju) u pojedinim dijelovima kože. Povećana količina melanina pretvara se u vidljive mrlje na koži. Na prekomjernu proizvodnju melanina utječe niz čimbenika, ali se najvažnije povezuje s izlaganjem suncu, genetikom, hormonalnim utjecajima te ozljedama ili upalama na koži.

### 1. Prekomjerno izlaganje suncu
U određenoj količini izlaganje suncu je poželjno ali nekontrolirano i prekomjerno izlaganje može negativno utjecati na kožu. Baš prekomjerno izlaganje suncu glavni je uzrok hiperpigmentacije, s obzirom na to da sunčeva svjetlost potiče proizvodnju melanina. Kada kože nije oštećena melanin djeluje kao prirodna zaštita kože od sunca štiteći je od štetnih UV zraka. Melanin omogućava koži i preplanulu put. Međutim, prekomjerno izlaganje suncu može poremetiti ovaj prirodni proces i izazvati hiperpigmentaciju. Jednom kada pigmentacijske mrlje nastanu daljnje izlaganje suncu, bez adekvatne njege, može samo pogoršati stanje. Racionalno izlaganje suncu, zaštita odjeća i proizvodi za zaštitu od sunca s visokim faktorom SPF, zaštitom od UVA, UVB i HEVIS svjetlosti mogu smanjiti rizik od nastanka hiperpigmentacije, pogoršanja postojećim tamnih mrlja i duže sačuvati mladenački izgled kože.

### 2. Genetika
U prošlosti se hiperpigmentacija se najviše javljala kod žena s Bliskog istoka, iz Indije, Južne Amerike i Azije. Kako je danas ozonski omotač sve više oštećen i ne pruža toliku zaštitu kao nekoć nitko nije pošteđen od opasnosti koje pružaju UV zrake.
Iako nije pravilo često ako majka ima problema s hiperpigmentacijom ili je tijekom trudnoće imala tvz. trudničku masku (poseban oblik hiperpigmentacije koji se javlja kod trudnica) velika je vjerojatnost da će i kćer imati slične probleme.

### 3. Hormoni
Hormoni, estrogen i progesteron, glavni su uzročnici posebne vrste hiperpigmentacije poznate kao melasma. Najčešće se javlja tijekom ili poslije trudnoće, a manifestira se u obliku velikih pigmentacijskih mrlja najčešće na licu, pogotovo na obrazima, čelu i gornjoj usnici, iako mogu biti zahvaćeni i drugi dijelovi tijela. 

### 4. Ozljede ili upale na koži
Hiperpigmentacijske mrlje mogu uzrokovati i ožiljci od operacije, udarci, porezotine te akne i slični upalni procesi na koži. Za razliku od melasme, posebnog oblika hiperpigmentacije koja se javlja tijekom trudnoće, u ovom slučaju tamna područja na koži se ne povlače sama od sebe.

### 5. Pojedine bolesti ili lijekovi
Hiperpigmentacija je također simptom nekih bolesti, primjerice, pojedinih autoimunih bolesti i bolesti probavnog sustava, metaboličkih poremećaja te pokazati nedostatka određenog vitamina u organizmu. Hiperpigmentacija se može javiti i kao nuspojava nekih hormonskih terapija, kemoterapije, antibiotika, antimalarijskih lijekova, antiepileptika i drugih lijekova.

### 6. Određeni tipovi posla
Poslovi koji iziskuju rad na izravnom suncu ili rad s kemikalijama uključuju rizik od nastanka hiperpigmentacije. Ako se bavite poslom na otvorenom ne zaboravite nanijeti kremu s vrlo visokim zaštitnim faktorom kako biste spriječili trajna oštećenja kože. 

## Najčešći oblici hiperpigmentacije
Postoji mnogo oblika hiperpigmentacije, no sljedeći su najčešći:

### 1. Pigmentacijske mrlje
Najčešći oblike pigmentacijskih mrlja uzrokovanih suncem poznat je pod nazivom staračke pjege. Pojavljuju se na licu, rukama i drugim područjima koja su često i najviše izložena suncu, a izgledaju kao male mrlje tamije od ostatka kože. Najčešće se javljaju kod osoba  
starijih od 40 godina, no u nekim se slučajevima mogu pojaviti i ranije. Same staračke pjege ne predstavljaju zdravstveni već estetski problem koji često vodi do pada samopouzdanja. Kao i ostali oblici hiperpigmentacije nastaju zbog povećane aktivnosti melanocita, stanice koja proizvodi melanin koji je inače zaslužan za preplanuli ten. Ako smo previše izloženi suncu, bez odgovarajuće zaštite, melanocit počinje proizvoditi previše melanina koji se onda pretvara u tamne mrlje na koži. 
Kako ukloniti staračke pjege?
Najbolji savjeti je pametno izlaganje suncu uz kvalitetnu zaštitu kako do nastanka mrlja ne bi ni došlo. Ako su mrlje već nastale laserskim tretmani ih je moguće ukloniti ili odgovarajućim preparatima smanjiti vidljivosti postojećih i sprječiti nastanak novih.

### 2. Melasma
Melasma se često naziva i trudničkom maskom jer se u najvećem broju slučajeva pojavljuje u trudnoći. Tijekom trudnoće hormon estrogen potiče prekomjernu proizvodnu melanina što uvjetuje nastanak mrlja na koži. Melasmase 
pojavljuje se u obliku velikih mrlja na licu (obrazi, čelo, nos), premda mogu biti zahvaćeni i drugi dijelovi tijela. Iako se javlja kod svih etničkih skupina, ljudi tamnije boje kože skloniji su melazmi. Za razliku od staračkih pjega melazma se može povući sama od sebe nakon poroda.
Postoje tri tipa melazme: dermalna, epidermalna i mješovita. Dermalna melazma zahvaća dermu – srednji i dublji sloj kože, epidermalna melazma zahvaća površinski sloj kože i ostavlja smeđe mrlje te mješovita (kombinacija epidermalne i dermalne).  Zbog dubine pigmenata melanina teže je liječiti dermalnu i mješovitu melazmu. 
Za smanjenje tamnih mrlja koje ostavlja melasma potrebno je koristiti njegu koja sadrži sastojak butil rezorcinol. B-rezicol utječe na smanjenje proizvodnje melanina u izvoru i dokazano smanjuje tamne mrlje unutar 4 tjedna od početka korištenja.  

### 3. Postupalna hiperpigmentacija
Poznatija kao hiperpigmentacija uzrokovana upalom najčešće se javlja kao reakcija na upalu ili ozljedu. Može se pojaviti kako na licu tako i na tijelu. Često nakon akni ili estetskih tretmana može doći do postupalne 
hiperpigmentacije. Istiskivanje prištića također može dovesti do nastanka hiperpigmentacije uzrokovane upalom. Kada se koža upali zbog ozljede ili upale potiče melanocite na prekomjernu proizvodnju melanosoma koji onda ostavlja tamne mrlje na koži. Takve mrlje mogu varirati u boji od ružičaste do crvene, smeđe ili crne boje, ovisno o boji kože i stupnju diskoloracije. 
Postupalna hiperpigmentacija, kao i melasma, s vremenom se može smanjiti i bez tretmana. Trajanje oporavka ovisi o razlici u boji tamnih mrlja i ostatka kože, može trajati i više od 2 godine dok se ten kože ne ujednači. Kako biste ubrzali postupak uklanjanja neželjenih mrlja koristite specijalizirane preparate koji će vam u tome pomoći.
Patite li od postupalne hiperpigmentacije ne izlažite se suncu bez odgovarajuće zaštite te budite strpljivi jer sam proces ozdravljenja može biti dugotrajan.

## Liječenje hiperpigmentacije
Uklanjanje hiperpigmentacijskih mrlja je dugotrajan posao te zahtjeva upornost i dosljednost od strane pacijenta. To je osobito važno u slučajevima kada je hiperpigmentacija uzrokovana unutarnjim čimbenicima na koje ponekad ne možemo utjecati.
Najčešće korištena terapija u borbi protiv hiperpigmentacije:

### Terapija laserom
Terapija laserom provodi se tokom zima kada su sunčeve zrake smanjenog intenziteta. Uključuje spaljivanje područja koje je zahvaćeno tamnom mrljom. Učinkovitija je od kemijskom pilinga jer se može preciznije tretirati samo željeno područje. Spomenuti tretman može biti vrlo djelotvoran u borbi protiv hiperpigmentacije, ali je i jako skup. 

### Kemijski pilinzi
Kod tretmana kemijskim pilingomkiselina se nanosi na dijelove tijela koji su zahvaćeni hiperpigmentacijom. Nanesene kemikalije uzrokuju pojavu plikova i ljuštenje kože nakon kojeg se koža sam obnavlja i pojavljuje vidljiva nova i ujednačeno pigmentirana koža.

### Preparati za smanjenje hiperpigmentacije
Imate li problema s hiperpigmentacijom, a ne želite odlaziti na skupocjene tretmane laserom i kemijske pilinge, potražiti njegu s aktivnim sastojcima koji će smanjiti proizvodnju melanina i učiniti tamne mrlje manje vidljivim6. Tvari u preparatima koje se koriste u kod hiperpigmentacije često su hidrokinon, azalaična kiselina, renol, retinoična kiselina, antioksidansi, te se moraju obavezno koristiti uz vrlo visoki zaštitni faktora od sunca. Kako bi se postigao željeni učinak treba biti uporan i terapija provoditi mjesecima. Jedan od svakako najefikasnijih aktivnih sastojaka koji će smanjiti proizvodnju melanina i tako djelovati protiv hiperpigmentacije jest B-rezorcinol. Želite li smanjenje neželjenih tamnih mrlja unutar 4 tjedna od početka korištenja terapije izaberite njegu koja sadrži B-rezorcinol.
Koji god od navedenih tretmana izabrati ne zaboravite svakodnevno koristiti zaštitu od sunca s vrlo visokim faktorom koja će zaštititi vašu koža od negativnog utjecaja UVA, UVB i HEVIS svjetlosti.

## Vanjske poveznice
- Eucerin SUN zaštita od sunca https://www.eucerin.hr/proizvodi/zastita-od-sunca  Arhivirana inačica izvorne stranice od 7. kolovoza 2018. (Wayback Machine)
- Hiperpigmentacija: melazma - Prepoznavanje i liječenje pojave poznate kao "maska trudnoće" https://www.eucerin.hr/o-kozi/indikacije/melazma
- O aknama općenito: Simptomi, uzroci i rješenja https://www.eucerin.hr/kozna-oboljenja/acne-prone-skin/opcenito-o-kozi-sklonoj-aknama
- Eucerin Photoaging Control losion SPF 50+ https://www.eucerin.hr/proizvodi/zastita-od-sunca/sun-fluid-anti-age-spf-50  Arhivirana inačica izvorne stranice od 7. kolovoza 2018. (Wayback Machine)